# Kaju Sugiura
Kaju Sugiura (Prefectura de Aichi, Japón, 5 de mayo de 1896 - Estrecho de Malaca, Indonesia,  16 de mayo de  1945), fue un oficial de la Armada Imperial Japonesa que alcanzó el rango de vicealmirante y participó en diferentes acciones durante  la Segunda Guerra Mundial, entre ellas la batalla del Golfo de Vella en las islas Salomón.  Falleció el 16 de mayo de 1945 cuando el barco que dirigía, el crucero pesado Haguro, fue hundido por la Marina Real británica durante la Batalla del Estrecho de Malaca. 

## Biografía

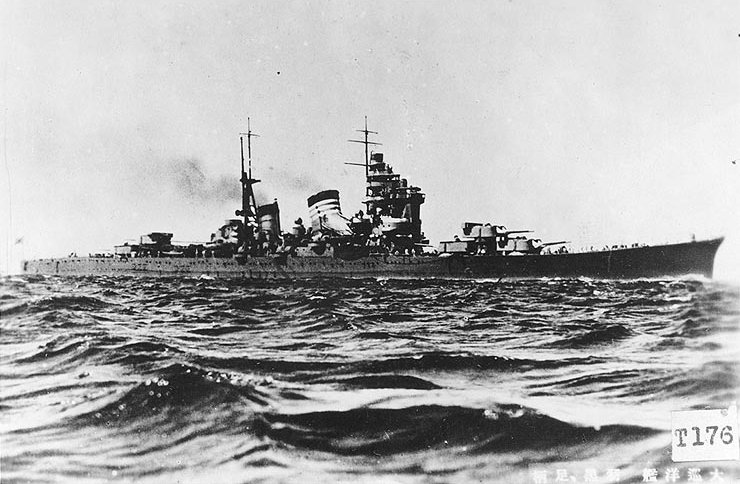
Kaju Sugiura falleció cuando el crucero Haguro fue torpedeado y hundido en el estrecho de Moluca.

En el año 1918 se graduó en la Academia Naval Imperial Japonesa, obteniendo el puesto 81 de entre 124 cadetes. Sus primeros destinos fueron el crucero Azuma, el acorazado Fusō y el crucero Tone. En 1930 tras graduarse en Escuela de Guerra Naval (Japón) fue ascendido y el 15 de noviembre de 1940 alcanzó el grado de capitán. El 20 de febrero de 1943 tomó el mando de un grupo de destructores formado por el Hagikaze, Arashi, Kawakaze y Shigure. Esta formación fue atacada por los estadounidenses el 7 de agosto de 1943 en la Batalla del Golfo de Vella, de los cuatro destructores solo se salvó el Shigure a bordo del cual se encontraba Sugiura. Más tarde fue nombrado capitán del crucero Haguro. Falleció el 16 de mayo de 1945 cuando el Haguro fue atacado y hundido por la Marina Real Británica durante la batalla del Estrecho de Malaca. Como consecuencia del naufragio perecieron 927 de sus ocupantes, entre ellos el almirante Shintarō Hashimoto y el propio Sugiura, aunque pudieron ser rescatados 320 supervivientes. Póstumamente fue ascendido a vicealmirante.